# Piper subepunctatum
Piper subepunctatum är en pepparväxtart som beskrevs av C. Dc.. Piper subepunctatum ingår i släktet Piper och familjen pepparväxter. Inga underarter finns listade i Catalogue of Life.